# Tibagi Montantestuwdam
De Tibagi Montantestuwdam (Portugees: Usina Hidrelétrica Tibagi Montante) is een waterkrachtcentrale aan de rivier de Tibagi in de Braziliaanse staat Paraná.